# Agraço

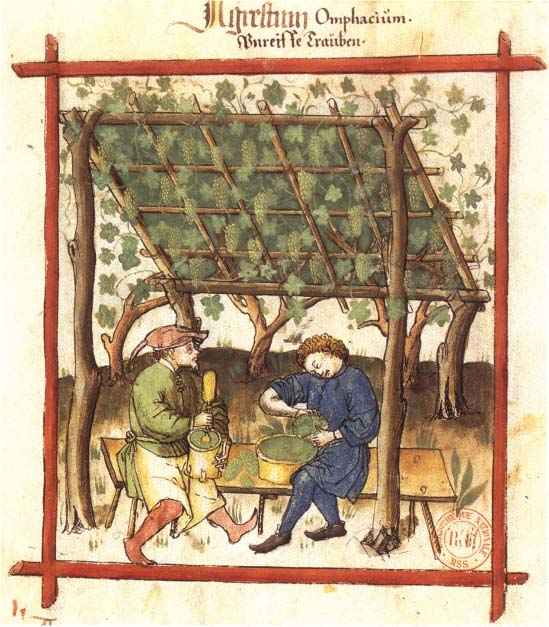
Fabrico de Agraço. Tacuinum Sanitatis (1474).

O agraço ou agraz  é o sumo de sabor ácido extraído da uva ainda não madura, sendo que também se dão estes dois nomes às próprias uvas, ainda verdes, com que se faz o referido sumo.

## Etimologia
Ambos os substantivos «agraço» e «agraz» provêm do étimo português «agro», que significa «acre; amargo», resultando da deturpação do étimo latino ācre, que encerra o mesmo significado.

## História
Historicamente, especialmente na  gastronomia medieval, mas não só, chegou a ser usado para substituir o sumo de limão ou o vinagre, em vinagretes, mostardas, na condimentação de carne ou peixe, na preparação de molhos e para desglacear.

### Portugal
O agraço figura em inúmeras receitas históricas portuguesas. Com efeito, encontram-se várias menções a este ingrediente no primeiro Tratado de cozinha português, a «Arte de Cozinha», de 1680, escrita por Domingos Rodrigues, em inúmeras receitas, desde cozidos de carneiro com hortaliças; pombos assados; coelho cozido ou empadas de carne. 
No entanto, na mesma obra, também se encontra receitas em que o agraço, em vez de figurar como tempero, assume um papel mais central no prato, por exemplo na receita de «Tortas de Agraço», uma sobremesa que usa as uvas verdes de agraço:
| “ | Depois de escaldados em agoa fervendo dous arrateis de bagos de agraço, passem-se por agoa fria , e ponhaõ-se a ferver em dous arrateis de açúcar em ponto de espadana com canella , cravo, cinco reis de paõ rallado para engrossar, âmbar, e almiscar : ponha-se a esfriar, em quanto se faz a torra de folhado Francez, e depois de cozida mandem-se a meza. | ” |

A torta de agraço teve algum relevo e destaque na história da culinária real portuguesa, com efeito, na segunda metade do século XVIII, mais de 100 anos após a redacção da «Arte de Cozinha»,  era exigido e examinado aos oficiais de pasteleiro da mesa real que as soubessem fazer.
O agraço continuou a gozar de considerável popularidade, mesmo depois do séc. XVII, figurando em inúmeras receitas portuguesas ao longo do séc. XVIII. Por exemplo, no Caderno de Receitas das Salésias de 1784, o agraço consta de uma receita de fricassé de abóbora.

## Culinária moderna
Apesar do seu lauto uso histórico, modernamente, vê-se substituído por vinho ou por variedades de vinagre, por sinal mais acessíveis. Em todo o caso, continua a figurar em certas receitas tradicionais europeias e do Médio Oriente.